# John Box
John Box (27 de janeiro de 1920 — 7 de março de 2005) é um diretor de arte britânico. Venceu o Oscar de melhor direção de arte em quatro ocasiões: por Lawrence of Arabia, Doctor Zhivago, Oliver! e Nicholas and Alexandra.